# Phyllomedusa venusta
Phyllomedusa venusta é uma espécie de perereca (qualquer sapo que passa a maior parte de sua vida útil em árvores) da família Phyllomedusidae. É encontrada na Colômbia e Panamá. Os seus habitats naturais são: regiões subtropicais ou tropicais, florestas secas, florestas subtropicais ou tropicais húmidas de baixa altitude, pântanos, pântanos de água doce, brejos de água doce intermitentes e antigas florestas altamente degradadas. Está ameaçada por perda de habitat.